# Cognos
Cognos — канадская компания со штаб-квартирой в Онтарио, разработчик программных продуктов для финансового планирования и категории Business Intelligence для крупных организаций. Основана Аланом Рашфортом (Alan Rushforth) и Питером Глинистером (Peter Glenister) в 1969 году под наименованием Quasar Systems Limited, с 1982 года называлась Cognos. В первые годы деятельности выполняла в основном канадские государственные заказы.
В 2007 году компания приобрела фирму Applix — производителя многомерной системы управления базами данных в оперативной памяти TM1. В том же году компания вошла в список ста лучших работодателей Канады по версии журнала Maclean’s.
31 января 2008 года компания была поглощена корпорацией IBM, на основе активов Cognos (вместе активами впоследствии поглощённой SPSS) в IBM было основано направление программного обеспечения для бизнес-аналитики. По состоянию на 2012 год торговая марка Cognos используется для многих унаследованных продуктов IBM (линейки Enterprise, Insight, TM1, Express и другие).